# Boeing Model 15
Die Boeing Model 15 (Militärische Bezeichnungen: PW-9 und FB) war ein einmotoriges, einsitziges Doppeldecker-Jagdflugzeug des US-amerikanischen Flugzeugherstellers Boeing.

## Geschichte
Die Entwicklung der Maschine begann 1922, als man versuchte einen Typ herzustellen, der mit den englischen und französischen Jagdmaschinen mithalten konnte. Man studierte zunächst den Aufbau einer Fokker D.VII. Der Rumpf des Model 15 wurde aus lichtbogengeschweißten Stahlrohren gefertigt. Die beiden aus Holz gefertigten und mit Segeltuch bespannten Flügel waren durch N-förmig angeordnete Streben miteinander verbunden. Zunächst sollte die Maschine mit einem in Lizenz gebauten Hispano-Suiza HS 42 ausgerüstet werden, man entschied sich jedoch für den Einsatz des leistungsfähigeren Curtiss D-12. Der tunnelförmige Kühler wurde direkt unterhalb des Motors angebracht.
Die Armee zeigte Interesse an dem Muster und sorgte in einem Vertrag, datiert auf den 4. April 1923, für die vorgesehene Bewaffnung und finanzierte auch das Triebwerk, um die Maschine testen zu können. Der Erstflug fand am 29. April 1923 statt und die Maschine nahm am Jägervergleichsfliegen der US-Army 1923 teil. Einer der Konkurrenten war die Curtiss PW-8. Dabei zeigte sich die Überlegenheit beider Modelle gegenüber den im Einsatz befindlichen Typen. Die Maschine von Curtiss war etwas schneller, die Boeing Model 15 war etwas wendiger und robuster. Zunächst wurde der Curtiss-Konstruktion der Vorzug gegeben, allerdings sollte die Kühleranordnung und der sich zur Flügelspitze verjüngende Tragflächenumriss der Boeing Maschine übernommen werden. Nach diesen Vorgaben entstand die Curtiss XPW-8B, aus der schließlich die Curtiss P-1 Hawk hervorging.
Schließlich kaufte jedoch der United States Army Air Service am 28. September 1923 die jetzt als Boeing XPW-9 (Seriennummer 23-1216) bezeichnete Maschine und bestellte zwei weitere, leicht an Armee-Forderungen angepasste Prototypen. Die beiden Maschinen wurden am 1. Mai 1924 geliefert. Es wurden dann zwei nochmals leicht veränderte Serien von 12 (19. September 1924) und 18 (16. Dezember des gleichen Jahres) bestellt. Die ersten Serienmaschinen wurden am 30. Oktober 1926 ausgeliefert und zu ihren Einsatzorten auf den Philippinen und nach Hawaii gebracht.
Eine Maschine wurde mit einem Ganzmetallflügel ausgerüstet, die letzte Serienmaschine (Seriennummer 25-324) wurde zu Testzwecken mit einem turboaufgeladenen Packard-1A-1500-Motor versehen und erhielt die Armee-Bezeichnung Boeing XP-4.
Am 26. Oktober 1925 wurden eine weitere Serie von 25 Maschinen bestellt, die mit dem verbesserten Curtiss-D-12C-Motor ausgerüstet waren und die Bezeichnung Boeing PW-9A erhielten. Die erste Lieferung erfolgte am 19. Juni 1926. Von diesem Typ gab es eine als Boeing Model 68 (Boeing AT-3) bezeichnete Version mit einem 180 PS starken Wright-Hispano-Motor, die jedoch wegen Untermotorisierung enttäuschte. Das letzte Flugzeug dieser Serie erhielt einen Curtiss-D-12D-Motor und erhielt die Bezeichnung Boeing PW-9B. Die Maschinen zeigten gute Leistungen und es wurden, nach weiteren Änderungen wie der Verstärkung des Rumpfes der PW9B, einer Änderung im Kraftstoffsystem und größere Hauptfahrwerksräder, zwei Serien dieser Variante zu 15 und 25 Exemplare bestellt. Ab dem 9. Juli 1927 erfolgte die Auslieferung. Wiederum die letzte Maschine dieser Serie (Seriennummer 27-202) wurde als Prototyp, mit verbessertem Kühler, dem ursprünglichen Fahrwerk aber verbesserter Radbremsen, für die Boeing PW-9D verwendet. Ebenso kam ein aerodynamisch ausgeglichenes Ruder zur Anwendung, das später auch bei den meisten PW-9C Maschinen nachgerüstet wurde. Am 12. August 1927 wurden 12 Maschinen bestellt, die ab dem 25. April 1928 ausgeliefert wurden. Die letzte Maschine dieser Serie wurde mit dem Curtiss-V-1570-Motor ausgerüstet und erhielt die neue Bezeichnung Boeing XP-7. Es gab auch Versionen für die Navy, welche die Bezeichnung Boeing FB-1 bis FB-5 erhielten und, bis auf einige Ausrüstungsteile mit den Armeemaschinen identisch waren. Die letzte Maschine im Armee-Dienst wurde im Februar 1934 ausgemustert.

## Technische Daten (PW-9)
| Kenngröße             | Daten                                                           |
| --------------------- | --------------------------------------------------------------- |
| Besatzung             | 1                                                               |
| Länge                 | 7,10 m                                                          |
| Spannweite            | 9,70 m                                                          |
| Höhe                  | 2,40 m                                                          |
| Flügelfläche          | 24,1 m²                                                         |
| Leermasse             | 878 kg                                                          |
| Startmasse            | 1414 kg                                                         |
| Höchstgeschwindigkeit | 257 km/h                                                        |
| Steigrate             | 496 m/min                                                       |
| Dienstgipfelhöhe      | 18.925 ft (ca. 5.800 m)                                         |
| Reichweite            | 390 mi (ca. 630 km)                                             |
| Triebwerke            | ein Curtiss D-12 mit 435 PS (ca. 320 kW)                        |
| Bewaffnung            | 2 nach vorne feuernde 7,62-mm-MG und 110 kg an Abwurfbewaffnung |